# Амфитеатр в Лазенках
Амфитеатр в Лазенках — памятник архитектуры в парке Лазенки города Варшава в Польше. Летний театр в виде римского амфитеатра возведён в 1790—1791 годах по проекту Яна Кристиана Камзетцера. Современный вид обрел в 1790—1793 годах.
Ранее, в 1780-е годы там находился земляной амфитеатр, закрытый опирающейся на столбы полотняной крышей. Придворный королевский архитектор из Дрездена Ян Кристиан Камзетцер задумал сделать Летний театр на южном пруду по образцу древнего Геркуланума, который видел в путешествии по Италии.

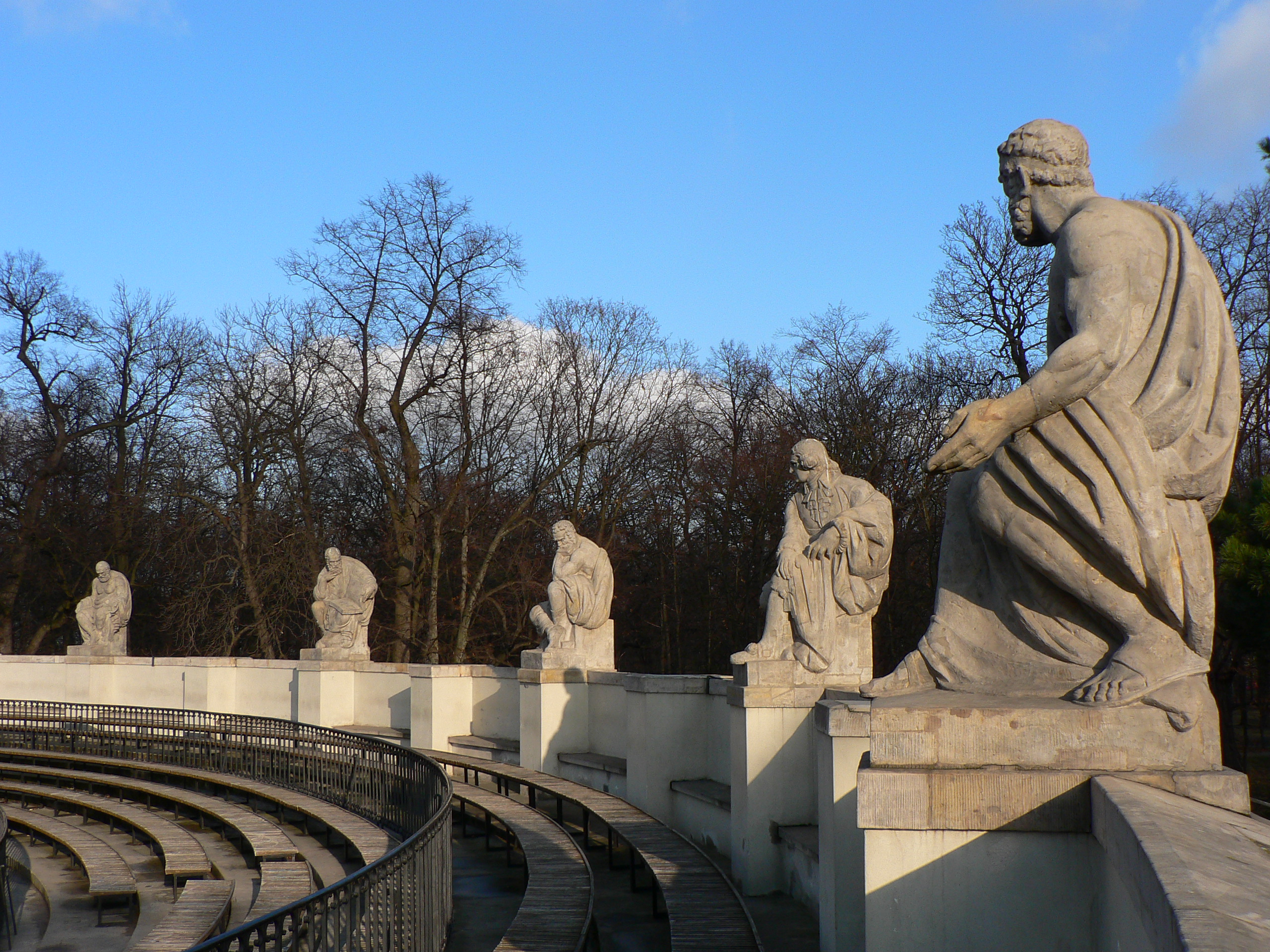
Трибуны Римского театра

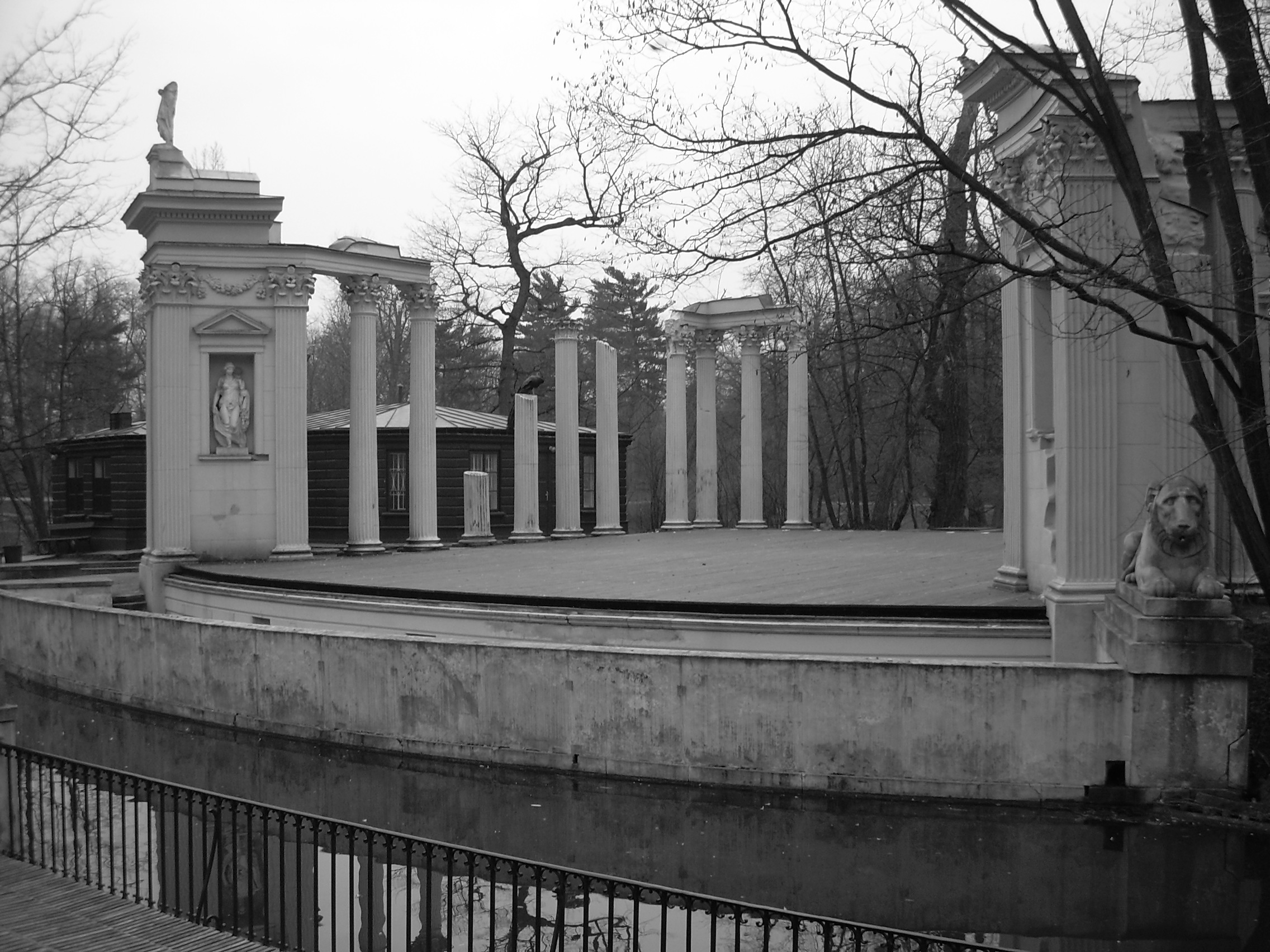
Сцена Римского театра

Полукруглый зрительный зал выполнен в форме античного амфитеатра. Напротив него на острове расположилась сцена с постоянными декорациями в виде имитаций руин Римского форума.
Такая форма при проектировании зрительного зала стала популярна в Европе с появлением графических рисунков открытого в 1709 году Геркуланума. Оригинальным решением было использование канала с водой для отделения сцены от зрительного зала.
Здесь ставились представления.
Амфитеатр и его сцена идеально подходили под вечерний отдых, несмотря на возможный шум от окрестных лебедей, уток и павлинов.